# South Western Motorway
Der South Western Motorway ist eine privat finanzierte Stadtautobahn im Südwesten von Sydney im Osten des australischen Bundesstaates New South Wales. Er verbindet den General Holmes Drive in Kyeemagh (Sydney) mit dem South Western Freeway, dem Hume Highway und dem WestLink in Casula (Sydney). Die Straße wurde im August 1992 dem Verkehr übergeben und bildet zusammen mit dem öffentlich finanzierten South Western Freeway die Metroad 5.

## Geschichte

### South Western Motorway
Der South Western Motorway ersetzte den alten Hume Highway von Liverpool bis nach Sydney. In den 1980er-Jahren endete der Hume Highway (N31) in Crossroads, kurz von Liverpool. Der Streckenabschnitt von Campbelltown bis Crossroads hieß früher South Western Freeway und war als Freeway-Korridor F5 ausgewiesen.
Seit damals gelangt man entweder über die Liverpool Road (S31) oder die Newbridge Road (S54) über Bankstown zum Stadtzentrum von Sydney, ohne Maut zu bezahlen. Beide Alternativrouten besitzen aber viele Ampelkreuzungen und sind oft stark verstopft.
Ein erster Streckenabschnitt entstand Mitte der 1980er-Jahre als Verbindung der Heathcote Road in Moorebank mit dem Hume Highway in Casula, einschließlich einer Brücke über den Georges River bei Casula. Diese Straße wurde zwar mit getrennten Fahrbahnen, fast mit Freeway-Standard, errichtet, besaß aber eine ampelgeregelte Kreuzung mit der Moorebank Avenue.
Nach Jahren der Vorschläge und politischen Versprechungen wurde eine privat finanzierte und betriebene Stadtautobahn – der South Western Motorway – als Betreibermodell gebaut. Die neue Straße entstand auf öffentlichem Grund des Freeway-Korridors F5 zwischen der Heathcote Road in Moorebank und der King Georges Road in Beverly Hills. Sie wurde im August 1992, Monate vor dem Planziel, fertiggestellt. Allerdings fehlte noch die Verbindung zwischen Crossroads und Casula und eine dritte „Autobahn“ gab es nur als zweispurige Straße zwischen der Kreuzung mit der Fairford Road und der Kreuzung mit der King Georges Road.
Der South Western Motorway wird von Interlink Roads betrieben und besitzt eine Mautstelle in Hammondville. 2023 wird die Straße an die Regierung von New South Wales übergehen.

### East Freeway

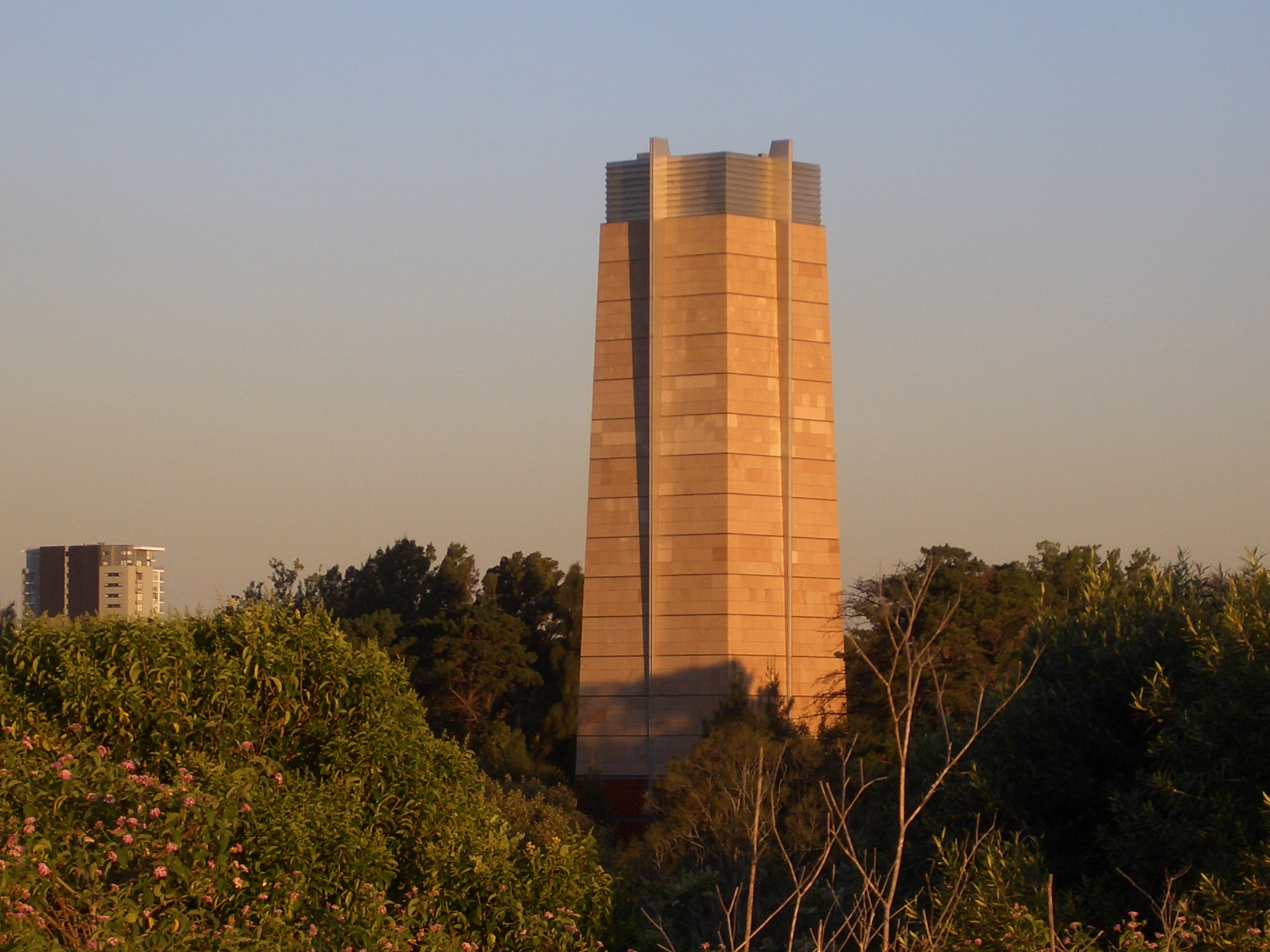
Lüftungsauslass des East Freeway in Turrella

1994 wurde die Lücke zwischen Crossroads und Casula endlich geschlossen. Dennoch endete die Autobahn immer noch abrupt an der King Georges Road und zwang den Verkehr zum Stadtzentrum von Sydney so auf verstopfte Straßen. Daraufhin baute man eine öffentlich finanzierte Verbindung  – den East Freeway – zwischen der bestehenden Autobahn an der King Georges Road und dem General Holmes Drive (Met-1) in Mascot neben dem Flughafen. Eingeschlossen waren zwei Tunnelstrecken, einmal 4 km lang von Kingsgrove nach Arncliffe und einmal unter dem Cooks River. Der Bau begann im August 1998 und im Dezember 2001 wurde der East Freeway eröffnet.
Es gab Diskussionen über den Einfluss des Freeways auf die Umwelt, insbesondere auf Teile des Wolli Creek und über die Lüftungsauslässe der Tunnel, die aus Kostengründen nicht mit Filtern ausgestattet waren. Seit seiner Eröffnung unterliegt der East Freeway Kritik wegen mangelnder Kapazität, weil die Tunnelstrecken nur zwei Fahrbahnen pro Richtung besitzen und man keinen Platz für spätere Verbreiterungen vorgesehen hat. Die meisten Stauprobleme gibt es am westlichen Ende des langen Haupttunnels.
Eine zusätzliche Spur für langsamen Verkehr existiert vom westlichen Tunneleingang aus auf einer kurzen Strecke. Hätte man diese Fahrspur einige Hundert Meter weiter in den Tunnel hinein verlängert, wäre die Aufnahmefähigkeit des gesamten Tunnels weitaus größer. An den steilen Tunneleinfahrten kommt es auch häufig zu Verkehrsunfällen, an denen oft auch Lastwagen beteiligt sind. Auch die Luftverschmutzung im Tunnel ist ein schwieriges Problem. Die Gesundheitsbehörde informierte die Straßenverkehrsbehörde, dass der Grad der Luftverschmutzung im Tunnel in Stoßzeiten akzeptable Werte deutlich überschreitet. Die Autofahrer müssen daher bei der Durchfahrt die Fenster geschlossen halten und die Lüftung auf Umluft stellen.
Mit dem Bau des East Freeways wurde auch der östliche, zweispurige Abschnitt des South Western Motorway auf 4 Spuren erweitert, so dass die gesamte Met-5 nun Freeway-Standard besitzt.
Die Ampelkreuzung mit der Moorebank Avenue blieb jedoch und stellte ein ständiges Hindernis für den Verkehrsfluss dar. Im Jahre 2003 wurde endlich ein höhenfreier Anschluss an diese Straße eröffnet. Somit ist nicht nur die gesamte Metroad 5, sondern auch die ganze Autobahn von Canberra bis Sydney durchgehend auf Freeway-Standard ausgebaut.

### WestLink (M7)
Mit der Fertigstellung des WestLink im Dezember 2005 und der Ausweisung der Strecke vom Cumberland Highway bist zum WestLink als Metroad 7 wurde ein Anschluss in Prestons gebaut, der die Zufahrt von Süden in den Westteil von Sydney oder auch die Umfahrung der gesamten Innenstadt von Sydney ermöglicht.

## Kritik
Der South Western Motorway ist wegen Unfällen und Computerabstürzen im East Tunnel häufig gesperrt, was zu erheblichem Unmut bei den Autofahrern in Sydney geführt hat. Zwischen 2002 und 2008 gab es allein sechs Sperrungen, die auf technische oder EDV-Schwierigkeiten im Tunnel zurückzuführen waren.
Die Regierung von New South Wales muss Vertragsstrafen an die Betreiber des South Western Motorway bezahlen, weil mehr Verkehr als ursprünglich vorgesehen über diese Strecke läuft. Bis 2011 erreichten diese Strafzahlungen AU-$ 13 Mio. Die fragliche Mehrbelastung wurde durch das staatliche Rabattsystem für die Benutzer des South Western Motorway verursacht.

## Kreuzungen und Anschlüsse
| South Western Motorway                                                      |                             |                                | |
| Anschlüsse Richtung Nordosten                                               | Entfernung nach Sydney (km) | Entfernung nach Melbourne (km) | Anschlüsse Richtung Südwesten                                                                         |
| Ende South Western Motorway weiter als General Holmes Drive nach Sydney     | 16                          | 864                            | Beginn South Western Motorway vom General Holmes Drive                                                |
| Mascot, Arncliffe Marsh Street                                              | 17.5                        | 862.5                          | Arncliffe, Mascot Marsh Street                                                                        |
| Tempe, Kogarah Princes Highway                                              | 18                          | 862                            | keine Ausfahrt                                                                                        |
| Campsie, Bexley Bexley Road                                                 | 20                          | 860                            | keine Ausfahrt                                                                                        |
| keine Ausfahrt                                                              | 21                          | 859                            | Kingsgrove, Belmore Kingsgrove Road                                                                   |
| ENDE MAUTSTRECKE                                                            | 23                          | 857                            | Blakehurst, Ryde King Georges Road                                                                    |
| Ryde, Blakehurst King Georges Road                                          | 23                          | 857                            | BEGINN MAUTSTRECKE                                                                                    |
| Punchbowl, Riverwood Belmore Road                                           | 25                          | 855                            | keine Ausfahrt                                                                                        |
| Newcastle, Hornsby, Bankstown, Menai, Wollongong, South Coast Fairford Road | 27                          | 853                            | Mid North Coast, Newcastle, Hornsby, Bankstown, Menai, Wollongong, South Coast Fairford Road          |
| Bankstown, Revesby The River Road                                           | 29                          | 851                            | Revesby, Bankstown The River Road                                                                     |
| Parramatta, Hurstville Henry Lawson Drive                                   | 32                          | 848                            | Hurstville, Parramatta Henry Lawson Drive                                                             |
| MAUTSTELLE                                                                  | 34                          | 846                            | MAUTSTELLE                                                                                            |
| BEGINN MAUTSTRECKE                                                          | 36                          | 844                            | Heathcote, Liverpool Heathcote Road                                                                   |
| Liverpool, Heathcote Heathcote Road                                         | 36                          | 844                            | ENDE MAUTSTRECKE                                                                                      |
| Moorebank, Glenfield Moorebank Avenue                                       | 37                          | 843                            | Glenfield, Moorebank Moorebank Avenue                                                                 |
| keine Ausfahrt                                                              | 38                          | 842                            | Casula, Liverpool, Hornsby, Blacktown Old Hume Highway                                                |
| Beginn South Western Motorway weiter vom South Western Freeway              | 42                          | 838                            | Casula, Prestons Beech Road                                                                           |
| Beginn South Western Motorway weiter vom South Western Freeway              | 42                          | 838                            | Lithgow, Newcastle, Brisbane WestLink                                                                 |
| Beginn South Western Motorway weiter vom South Western Freeway              | 42                          | 838                            | Ende South Western Motorway weiter als South Western Freeway nach Campbelltown / Canberra / Melbourne |